# 宮崎県立延岡工業高等学校
宮崎県立延岡工業高等学校（みやざきけんりつ のべおかこうぎょうこうとうがっこう）は、宮崎県延岡市緑ヶ丘一丁目に所在する公立の工業高等学校。通称は「延工」（のべこう）。

## 概要
歴史
1944年（昭和19年）創立の実業学校「宮崎県立延岡工業学校」を前身とする。1948年（昭和23年）の学制改革により「宮崎県立延岡恒富高等学校」の工業課程となる。1950年（昭和25年）に商業課程とともに「宮崎県立延岡向洋高等学校」として分離・独立。1958年（昭和33年）には商業科が宮崎県立延岡商業高等学校として分離・独立。その後1965年（昭和40年）「宮崎県立延岡工業高等学校」となった。2014年（平成26年）に創立70周年を迎えた。宮崎県内の県立高校の中では最大の敷地面積を有する。資格取得に熱心な高校であり、ジュニアマイスターを常に目指している。
設置課程・学科
全日制課程 6学科
- 機械科 - 機械を利用した物造りについて学ぶ
- 電気電子科 - 電力・電子通信関連を学ぶ
- 情報技術科 - コンピュータの構造やプログラミング技術を学ぶ
- 土木科 - 人々が裕福で安全な生活をするための社会基盤づくりを学ぶ
- 環境化学システム科 - 物質の成り立ちと環境について学ぶ
- 生活文化科 - 住居を柱に社会全般に関する知識と技術を学ぶ

校訓
「立志・勉励・創造」 - 創立50周年を記念して1994年（平成6年）に制定。
- 立志 - 常に高い志（目標）を立て実現を目指す。
- 勉励 - 志の（目標）達成のために絶えず刻苦勉励する。
- 創造 - 自らを創造性豊かな人格に完成させる。

校章
1950年（昭和25年）の延岡向洋高等学校時代に制定。校名の「向」の文字を篆書体にしたものと松葉の絵を組み合わせたものを4つ重ね、中央に「高」の文字を置く。十字型となっている。
校歌
作詞は渡辺修三、作曲は岡本敏明による。歌詞は4番まであり、各番に旧校名の「向洋」が登場する。
同窓会
旧校名にちなみ「向洋会」と称している。

## 沿革
- 1944年（昭和19年）4月 - 教育ニ関スル戦時非常措置方策により、宮崎県立延岡商業学校に「宮崎県立延岡工業学校」（旧制実業学校）が併設される。
- 1946年（昭和21年）4月 - 修業年限が5年となる（ただし4年修了時点で卒業することもできた）。
- 1947年（昭和22年）4月1日 - 学制改革（六・三制の実施、新制中学校発足）が行われる。
  - 工業学校としての募集を停止。
  - 新制中学校を併設し（以下・併設中学校）、工業学校1・2年修了者を新制中学校2・3年生として収容。
  - 併設中学校は経過措置としてあくまで暫定的に設置されたため、新たに生徒募集は行われず、在校生が2・3年生のみの中学校であった。
  - 3年修了者はそのまま工業学校に在席し4年生となった。
- 1948年（昭和23年）4月1日 - 学制改革により延岡市内の県立旧制中等教育学校4校が統合され、新制高等学校2校が発足。
  - 県立旧制中等教育学校4校 - 延岡中学校・延岡高等女学校・延岡商業学校・延岡工業学校
  - 新制高等学校2校
    - 「宮崎県立延岡恒富高等学校」 - 旧制中学校生徒の半数・高等女学校生徒の半数（男女共学）・工業学校生徒全員を収容。
      - 工業学校4年修了者を新制高校2年生、併設中学校卒業者（3年修了者）を新制高校1年生として収容。

    - 「宮崎県立延岡岡冨高等学校」- 旧制中学校生徒の半数・高等女学校生徒の半数（男女共学）・商業学校生徒全員を収容。
- 1949年（昭和24年）
  - 3月31日 - 併設中学校が廃止される。
  - 4月1日 - 公立高等学校の再編・統合により、上記高等学校2校が統合され「宮崎県立延岡恒富高等学校」となる。
    - 通常制普通課程（全日制普通科）・工業課程・商業課程・定時制・通信教育部を有する総合制の高等学校となる。
- 1950年（昭和25年）4月1日 - 公立高校再編により、商業課程とともに宮崎県立延岡恒富高等学校から分離し、「宮崎県立延岡向洋高等学校」として独立。
  - 実業高等学校となる。工業に関する学科6学科（機械・機械工作・電気・電子・工業化学・化学工学）を設置。
- 1958年（昭和33年）4月1日 - 商業課程が宮崎県立延岡商業高等学校として分離・独立。
- 1965年（昭和40年）4月1日 -「宮崎県立延岡工業高等学校」（現校名）に改称。
- 1995年（平成7年）4月1日 - 情報技術科を新設。機械科と機械工作科を統合。
- 1996年（平成8年）4月1日 - 化学工業科と生活工学科を新設。
- 2004年（平成16年）4月1日 - 電気科・電子科を電気電子科に改編。
- 2007年（平成19年）4月1日 - 化学工業科を環境化学システム科に改編。
- 2008年（平成20年） - 耐震強度工事のため3号館が改築される。
- 2017年（平成29年）4月1日  - 生活工学科を生活文化科に改編。

## 学校行事
3学期制
1学期
- 4月 - 入学式、新入生オリエンテーション、PTA総会、参観授業、歓迎遠足
- 5月 - 中間テスト、生徒総会、高校総体
- 7月 - 期末テスト、インターンシップ、クラスマッチ、1年生大会、中学生体験入学
- 8月 - 進学就職課外、全国高校総体

2学期
- 9月 - 体育大会、就職試験開始
- 10月 - 中間テスト、参観授業、芸術観賞教室、企業視察
- 11月 - 文化祭、部活動新人戦、インターンシップ
- 12月 - 期末テスト、クラスマッチ

3学期
- 1月 - 部活動対抗駅伝大会、修学旅行、課題研究発表会、学年末テスト
- 2月 - 学年末テスト
- 3月 - 卒業式、クラスマッチ

## 部活動
運動部
- 陸上部
- 水泳部
- バスケットボール部
- バレーボール部
- 卓球部
- テニス部
- ソフトテニス部
- サッカー部
- ラグビー部
- ソフトボール部
- ハンドボール部
- 柔道部
- 剣道部
- 弓道部
- バドミントン部
- ホッケー部
- 山岳部
- 少林寺拳法部
- 野球部
  - 夏の甲子園大会 - 1987年（昭和62年）、1992年（平成4年）
  - 春のセンバツ甲子園大会 - 1981年（昭和56年）、2002年（平成14年）

文化部
- 演劇部
- ダンス部
- 文芸部
- 放送部
- 美術部

工業技術部・家庭部
- 機械部
- 電気電子部
- 情報技術部
- 土木部
- 環境化学部
- 家庭クラブ
- エコ電カー

同好会
- 国際交流
- ボランティア
- ボクシング
- ゴルフ
- 軽音楽
- 服飾

## 売店
昼食になると売店はジュース、弁当を購入しに駆け込む生徒でいっぱいになる。売店のメニューは多い。ジュース類だけでも10種類はそろっている。弁当類は売店係が朝、注文を購入したい生徒たちからとり、昼に売店に購入しにいく。弁当類の中にはパン類も含まれる。値段は弁当は500円前後、パン類は120円前後、ジュース類はすべて110円。カロリーメイトも100円で購入出来る。以前まではプリンも購入出来たが現在はメニューには無い。テスト期間になると売店は閉店になる。なお、生徒たちのマナーが悪くなると一時期使用禁止となる。

## 著名な出身者
- 福良淳一（元プロ野球選手：オリックス・バファローズＧＭ）
- 柳田聖人（元プロ野球選手）
- 安田圭佑（元プロ野球選手）
- 七條祐樹（元プロ野球選手）
- 村田広光（陸上選手：元中日ドラゴンズトレーニングコーチ）
- 武藤規夫（元ラグビー日本代表選手：元神戸製鋼選手）
- 清家卓也  (ハンドボール選手：トヨタ紡織九州レッドトルネード所属)
- 松田里奈 （アイドルグループ・櫻坂46のメンバー、キャプテン）

## 交通
最寄りの鉄道駅
- JR九州 日豊本線「南延岡駅」から徒歩14分

最寄りのバス停
- 宮崎交通 「雷管」（らいかん）[1]バス停から徒歩3分

最寄りの幹線道路
- 国道10号

## その他
- 国家資格の基本情報技術者試験（FE）の午前科目免除制度の認定校となっている[2][3]。

## 周辺
- 延岡緑ヶ丘郵便局
- 延岡市立緑ヶ丘小学校
- 延岡市立南中学校
- 聖心ウルスラ学園高等学校
- 夾竹園
- 珉珉(みんみん)
- く〜た